# HD110500
HD110500 — хімічно пекулярна зоря спектрального класу A3, що має видиму зоряну величину в смузі V приблизно  7,0.
Вона  розташована на відстані близько 345,1 світлових років від Сонця.